# Мидихлорианы
Мидихлорианы, также Органеллы Мидихлорианы (англ. midi-chlorians) — разумная микроскопическая форма жизни, находящаяся внутри всех живых существ, согласно вселенной «Звёздных войн». В основе их концепции лежит идея симбиоза и реально существующих митохондрий. Впервые были упомянуты в «Скрытой угрозе», несмотря на то, что задумывались ещё в 1977 году. Являются посредниками между живыми существами и так называемой Силой. Чем больше их в носителе, тем сильнее его связь с Силой.
В честь мидихлориан были названы бактерии Midichloria mitochondrii, открытые австралийскими учёными. Вымышленные мидихлорианы являются частью учения Джедаизма. Их свойства помогли в выработке и дали имя «Теории мидихлориан».
Появление во франшизе мидихлориан вызвало недоумение у одних поклонников и недовольство у других, так как теперь для того, чтобы вступать в симбиоз с Силой, необходимо было родиться с определённым числом этих микроскопических живых существ.

## Концепция
«Вероятно, это что-то, что помогло положить начало жизни, когда одна клетка решила стать двумя клетками с небольшой помощью от этого маленького существа, без которого жизнь не могла бы существовать. И это действительно способ сказать, что внутри нас есть сотни маленьких существ, которые живут, и без них мы все умрём. Не будет никакой жизни. Они необходимы нам, а мы нужны им. Используя их как метафору, для того чтобы показать, как устроено общество, мы все должны ладить друг с другом.»

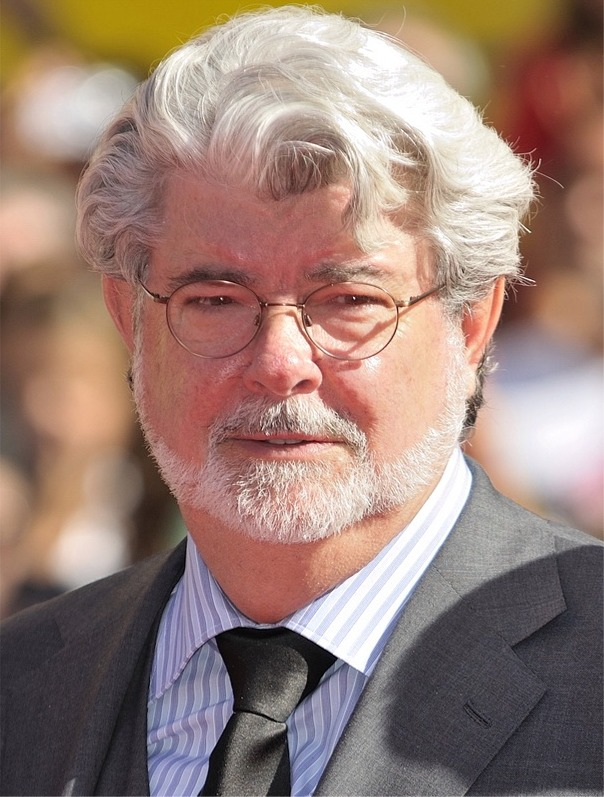
Джордж Лукас

Мидихлорианы впервые упоминаются в «Скрытой угрозе»: с их помощью объясняется чувствительность персонажей картины к Силе, хотя Джордж Лукас обсуждал идею микроскопических существ как источника Силы ещё в августе 1977 года, задолго до выхода этого эпизода. Лукас основывал свою концепцию на симбиогенезисе, назвав мидихлорианы «вольной интерпретацией» митохондрий.
По мнению Лукаса, мидихлорианы — это раса, умение взаимодействовать с которой определят возможности использовать Силу, так как эта раса чувствительна к энергии. Они лежит в основе всего живого и находится в симбиозе с клеткой и связывает их в единое целое, позволяя взаимодействовать с более сложными полями силы, расширяя возможности. Каждая из них не мыслит индивидуально и не живёт сама по себе — они мыслят как единое целое, существуя во всём живом, в каждой отдельной клетке. Количество мидихлориан в каждой отдельной клетке различается — клетка может содержать как один, так и множество мидихлорианов. При этом содержание хотя бы одного мидихлориана — обязательное условия для того, чтобы клетка могла жить и размножаться.

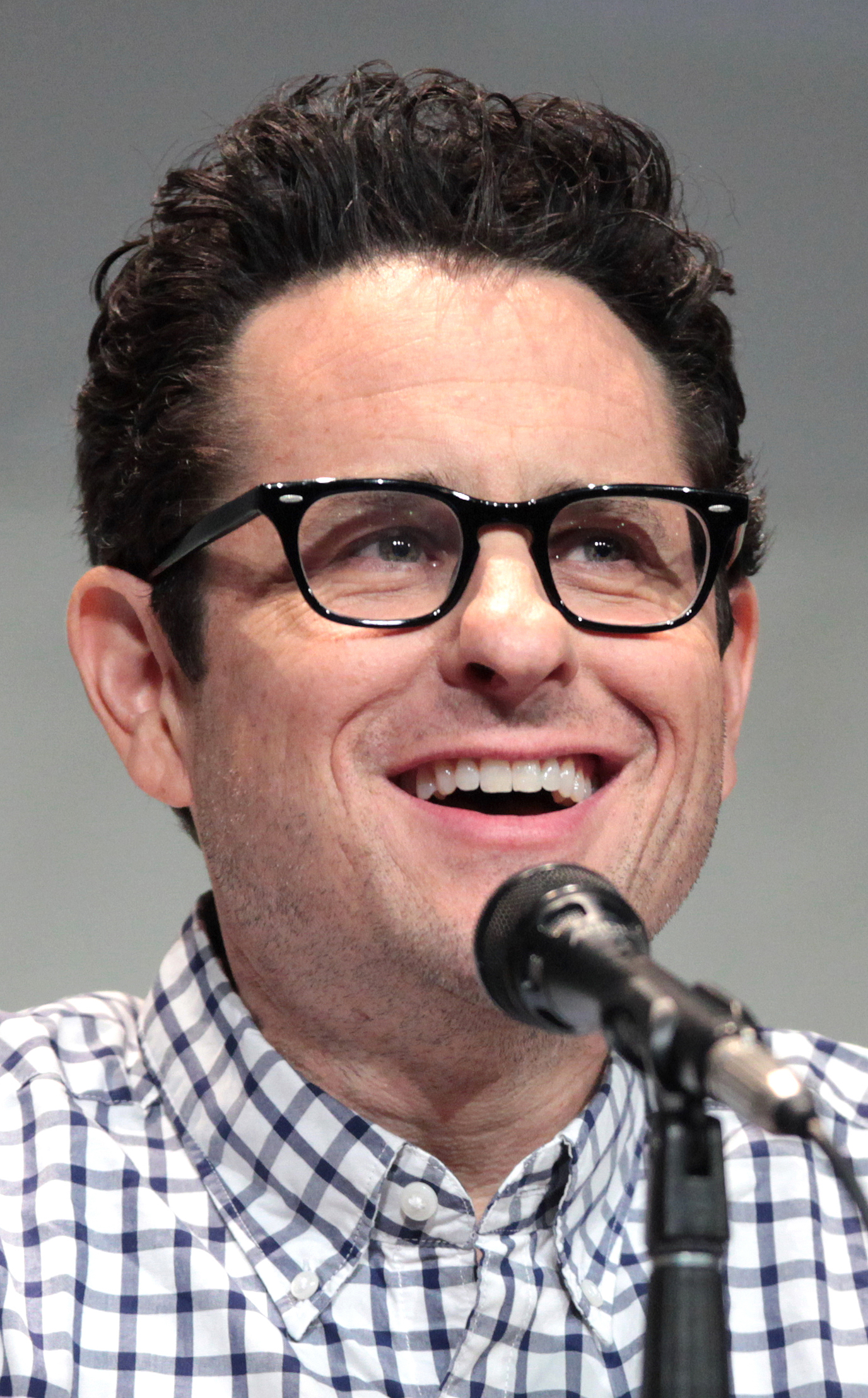
Джей Джей Абрамс

Создатель мультсериала «Войны клонов» Дэйв Филони согласен с мнением персонажа саги Оби-Ваном Кеноби, сказавшего, что сила живёт во всем живом. Он считает что это правда даже сейчас в дни мидихлориан, о которых все боятся говорить, но не он[прояснить]. По его словам, когда был маленьким, то верил, что все люди — кто-то лучше, а кто-то хуже, владеют Силой, просто они перестали верить в неё, а мидихлорианы подтверждают эту теорию. В качестве примера Филони привёл актёра Брюса Ли, говоря о нём как о мастере боевых искусств и связывая его талант с высоким уровнем мидихлориан в нём, заметив, что если он будет усердно заниматься, то сможет улучшить свои навыки, но вряд ли добьётся такого же мастерства. По мнению Филони, создатели «Звёздных войн» всегда находили эквиваленты реального мира для своего мира, чтобы заставить зрителей чувствовать, что он реален. Филони считал, что мидихлорианы являются физическим проявлением метафизической концепции.
По мнению режиссёра Джей Джей Абрамса, Сила — это нечто большее, чем количество мидихлориан в крови. При этом он заявляет, что он, с одной стороны, ни в коем случае не хотел бы подвергать сомнению концепцию мидихлориан, созданную Джорджем Лукасом, а с другой — ему понятно негодование поклонников франшизы, не принимающих эту концепцию. Также он отметил, что не принимает научное обоснование Силы: ему хотелось бы верить, что Силу могут использовать все, а не только избранные. Тем не менее, поскольку он следует канону и правилам вселенной, персонажи его фильмов также будут иметь в крови мидихлорианы, однако упоминаться в фильмах они не будут.

### На экране
Мидихлорианы являются микроскопической внутриклеточной формой жизни. С их помощью джедаи и ситхи устанавливают контакт с Силой. Наличие большого количества мидихлориан внутри живого существа является необходимым условием для вступления в орден рыцарей-джедаев, и для того, чтобы определить их количество, у кандидата берут анализ крови. Так анализ крови, взятый Квай-Гон Джинном у Энакина Скайуокера, показал очень высокий уровень мидихлориан, что позволило Джину понять, что перед ним избранный. Шми Скайуокер уверяет Квай-Гона, что у него не было отца. Он предполагает, что ребёнок был зачат мидихлорианами, что докладывает совету джедаев. Также он высказывает предположение, что ребёнок может быть частью пророчества о приносящем равновесие в Силу.

## Научный подход

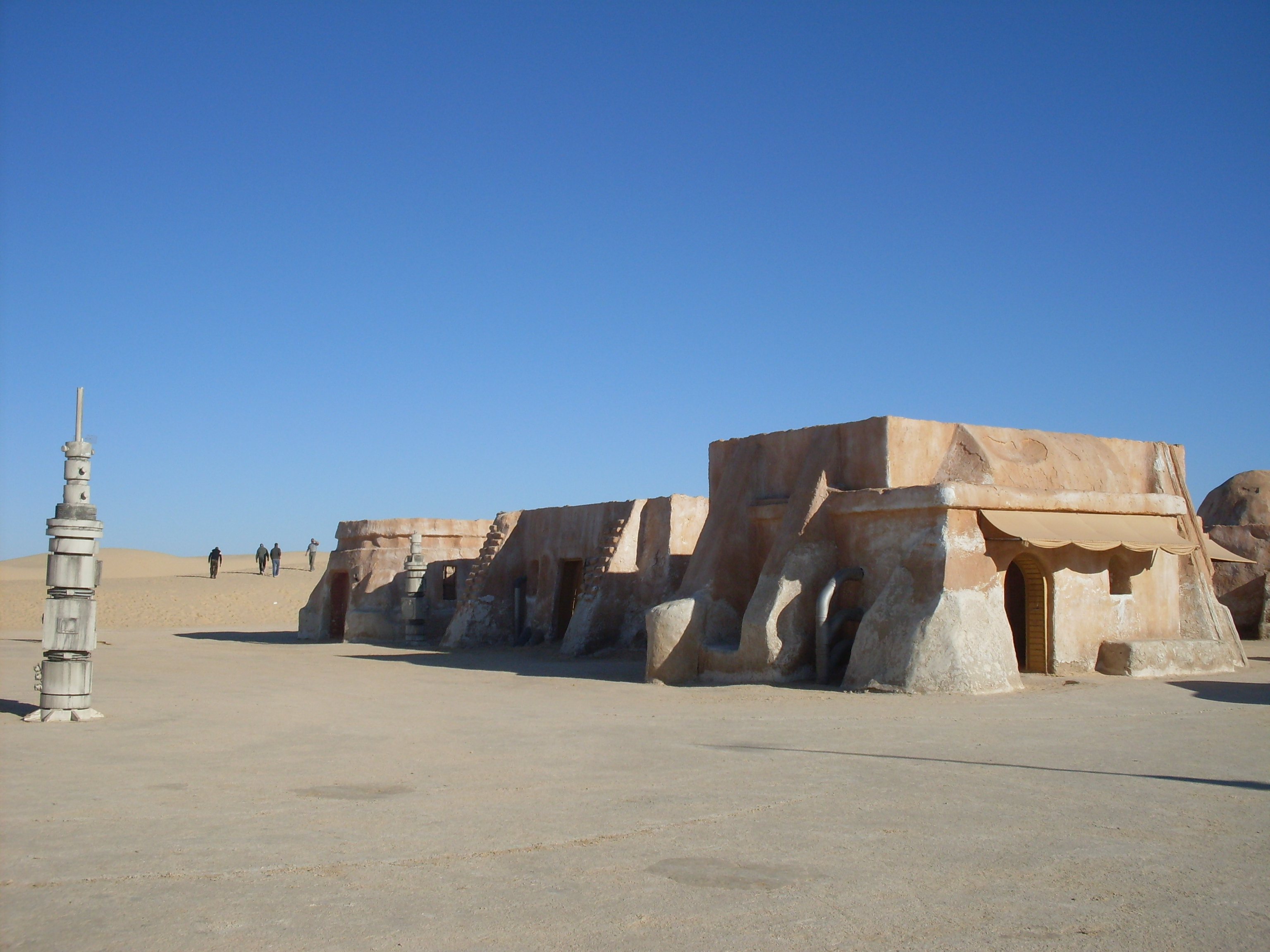
Место съёмок одной из картин серии в Тунисе

На фестивале популярной науки «КСТАТИ» кандидат физико-математических наук, доцент физико-технического института «БФУ имени Канта» Валериан Юров прочитал лекцию, посвящённую исследованию саги. Юров рассмотрел вселенную «Звёздных войн» со своими единомышленниками, представив, что цивилизация звёздных войн существует реально и подчиняется земным математическим закономерностям. Они полагают, что во вселенной Звёздных войн не существовало науки в нынешнем её понимании, как и технологического прогресса. Кроме того, существование сложных технологий во вселенной, по-видимому, является результатом взаимодействия человека и так называемых «Органеллы Мидихлорианы», которые упоминались в первой картине. Однако их влияние на живые организмы хоть и привело к прогрессу, но значительно более медленному, чем в реальном мире.
Математик полагает, что именно из-за бактерий мидихлориан Кайло Рен и Люк Скайуокер не смогут убить друг друга. Они являются близкими родственниками, следовательно, носителями одного штамма. Математик напоминает, что несмотря на то, что все джедаи были убиты, ни один из Скайуокеров, пытавшийся убить другого, так и не смог этого сделать. По мнению учёного, сцена столкновения Кайло и Рей и невозможность убить друг друга показывает, что они являются носителями одного штамма, имея общего предка Энакина Скайуокера. Штамм, по видимому, должен влиять на их поведение и не даёт им возможности убить друг друга. Он также полагает, что Звезда смерти была не военной станцией, а спасательным ковчегом, поскольку в империи намечался продовольственный кризис. При этом учёный отметил, что человеческая цивилизация вселенной даже не владеет технологией клонирования — люди прибегают к помощи жителей планеты Камино.

### Мидихлорианы: гипотеза биомемов

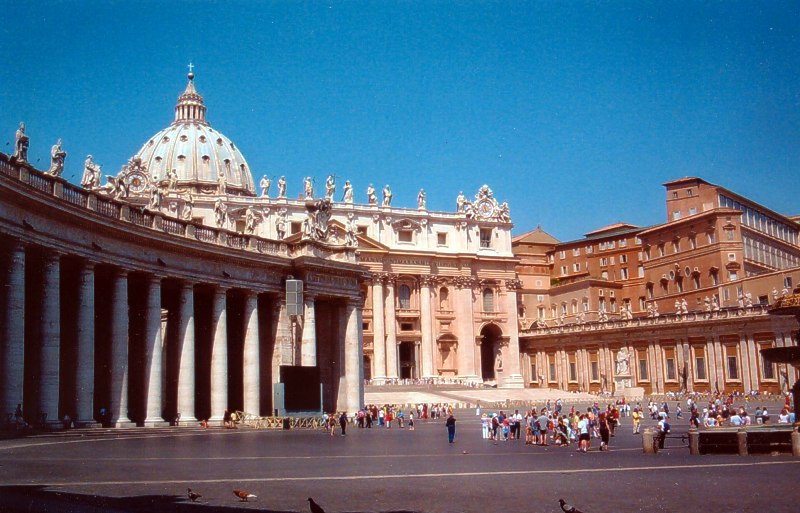
Собор Святого Петра крупнейшая историческая христианская церковь в мире.

Российские биологи Юрий Панчин, Александр Тужиков и Александр Панчин в разделе «гипотезы» журнала «Biology Direct» высказали предположение о возможном существовании микробов, влияющих на склонность людей к выполнению некоторых религиозных ритуалов. Учёные опираются на современные исследования, которые указывают на то, что микробы, обитающие внутри человека, способны влиять на мышление, настроение или свойства личности. В том же журнале была опубликована критика от биолога Петра Старокадомского, высказавшегося, что такая гипотеза не нужна для объяснения распространённости ритуалов. Александр Панчин прокомментировал возражения у себя в блоге. Авторы признают, что до сих пор их гипотеза остаётся недоказанной.

### Midichloria mitochondrii
В 2006 году учёные из Австралии обнаружили бактерию, которая может являться предком современных митохондрий — клеточных органелл, снабжающих людей энергией. Бактерия была названа Midichloria mitochondrii, благодаря мидихлорианам, дающим силу персонажам «Звёздных войн». Данная находка, по мнению учёных, ещё раз подтвердила справедливость теории симбиогенеза.

## Религия и верования

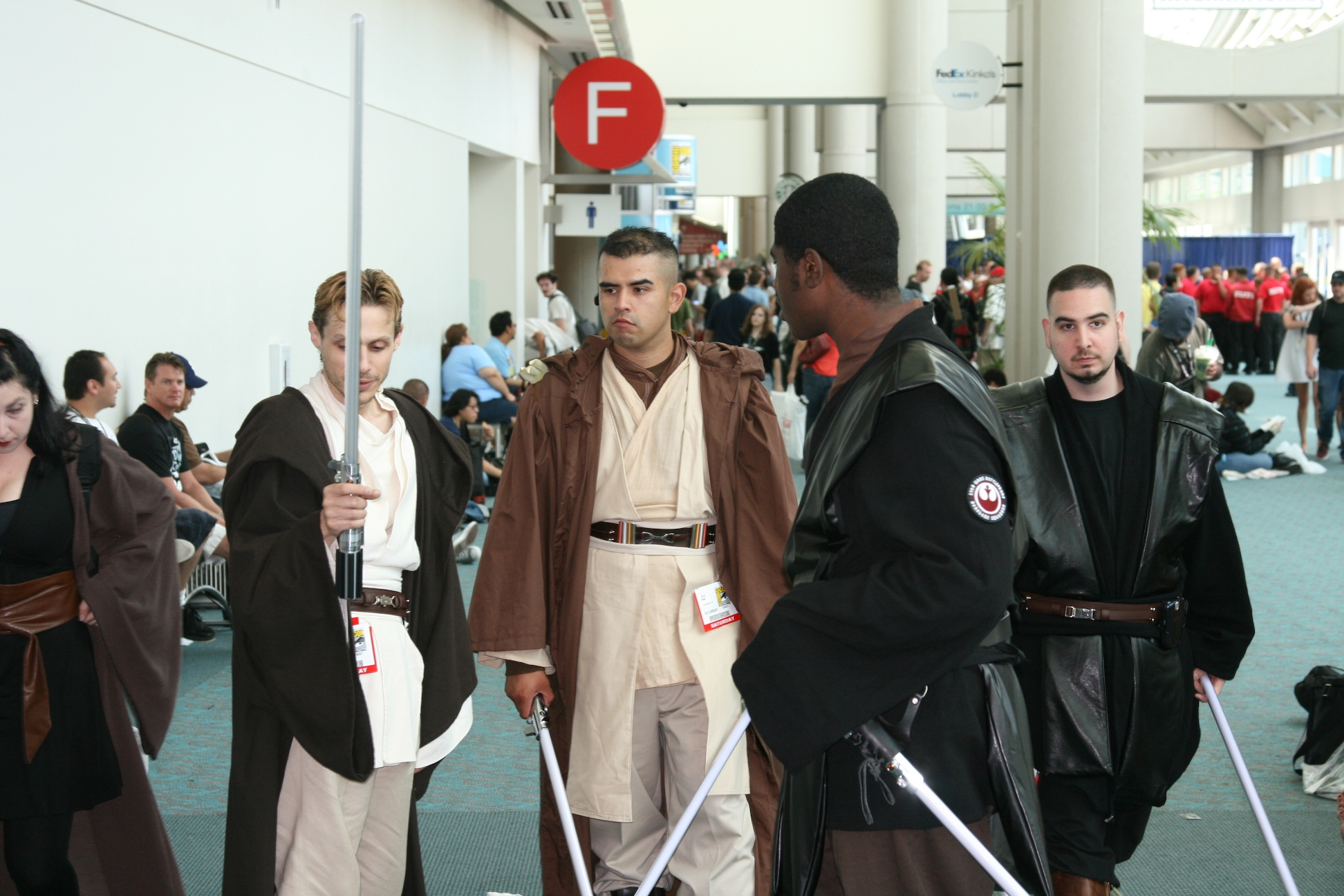
Косплей джедаев на ComicCon 2007, Сан-Диего

Благодаря мидихлорианам, дарующим связь с силой, появилось движение под названием «Джедаизм». Движение опирается на сюжет саги Джорджа Лукаса, которого провозглашает пророком. Впрочем, режиссёр не принял этот почётный пост. Последователи данной религии служат светлой стороне силы. По их мнению, сила имеет светлую сторону и тёмную, но это не значит, что она добрая или злая: она нейтральна, всё дело в том, кто и для каких целей её использует. Силу считают вариацией Бога, но обезличенного. Джедаизм раздроблен на разные организации и направления, вопреки централизованному управлению на экране. Поскольку в реальности мидихлорианов не существует, адепты учения вынуждены делать отступления от канонов вселенной Звёздных войн. Последователи религии имеют право вступать в брак. До сих пор стоит вопрос, чем считать данную веру: пародийной религией, подобной Пастфарианству, или новым религиозным движением.
«Для того, чтобы набирать новых джедаев и привнести баланс в Силу, мы хотим построить Храм Джедаев»
В Турции весной 2011 года более 5000 студентов подписали петицию о создании на территории кампуса Стамбульского технического университета Храма Джедаев. Впрочем, эта акция, вероятно, имела пародийный характер и не была инициативой фанатов джедаизма. Таким образом турецкие студенты протестовали против строительства мечетей на территории кампуса.
Согласно переписи населения Великобритании, на её территории проживает 390 000 джедаистов. По состоянию на 2015 год джедаисты потребовали у ООН признать их веру международной религией. Некоторые исследователи полагают, что Джедаизм выделился из Даосизма

## Критика
Несмотря на то, что некоторые поклонники франшизы в целом восприняли негативно появление мидихлориан, иногда даже считая их худшим, что есть во второй трилогии, с их помощью стали объяснять многие сюжетные неувязки, связанные с использованием Силы. Так, например, в 7 эпизоде Рей касается светового меча Люка, что, по мнению обозревателей, в считанные минуты превращает её в мастера джедая благодаря мидихлорианам. Ими же обозреватели и поклонники объяснили возможности Джа-Джа Бинкса, к такому выводу они пришли благодаря демонстрации героем способностей джедаев, а с учетом его участия в истории предположили, что он — владыка ситх. По прошествии 10 лет понятие «Силы» в статьях, посвященных франшизе, начали заменять мидихлорианами. К примеру, в 3 эпизоде канцлер Палпатин рассказывает историю Энакину Скайоукеру, согласно которой один из ситхов по имени Дарт Плэгас научился манипулировать мидихлорианами с целью создания жизни. Нечто абстрактное стало заменяться чем-то вполне осязаемым, однако этот факт накладывал некоторые ограничения на использование «Силы», чем и были недовольны поклонники. Ведь теперь для того, чтобы использовать Силу, необходимо было родиться с определенным количеством мидихлориан.
Российские поклонники, среди которых были журналисты и учёные, также не остались в стороне. К примеру, обозреватель Эхо Москвы полагал, что Сила подразумевает прежде всего развитие всех органов чувств, а сами рыцари джедаи — не волшебники, говорящие с невидимыми мидихлорианами, а хорошо тренированные люди, следующие принципу «закаляйся, если хочешь быть здоров». А ученые, проанализировав сагу, высказали некоторые предположения, например, что мидихлорианы с одной стороны затормозили технический прогресс, с другой стороны являются паразитами, которые манипулируют своими хозяевами.
Другие поклонники посчитали, что ни к чему было давать объяснение тому, откуда черпают Силу джедаи, так как это лишило картину волшебства и оттолкнуло аудиторию, среди которой были поклонники кинофильмов о Гарри Поттере и Властелине колец.